# Atherinidae

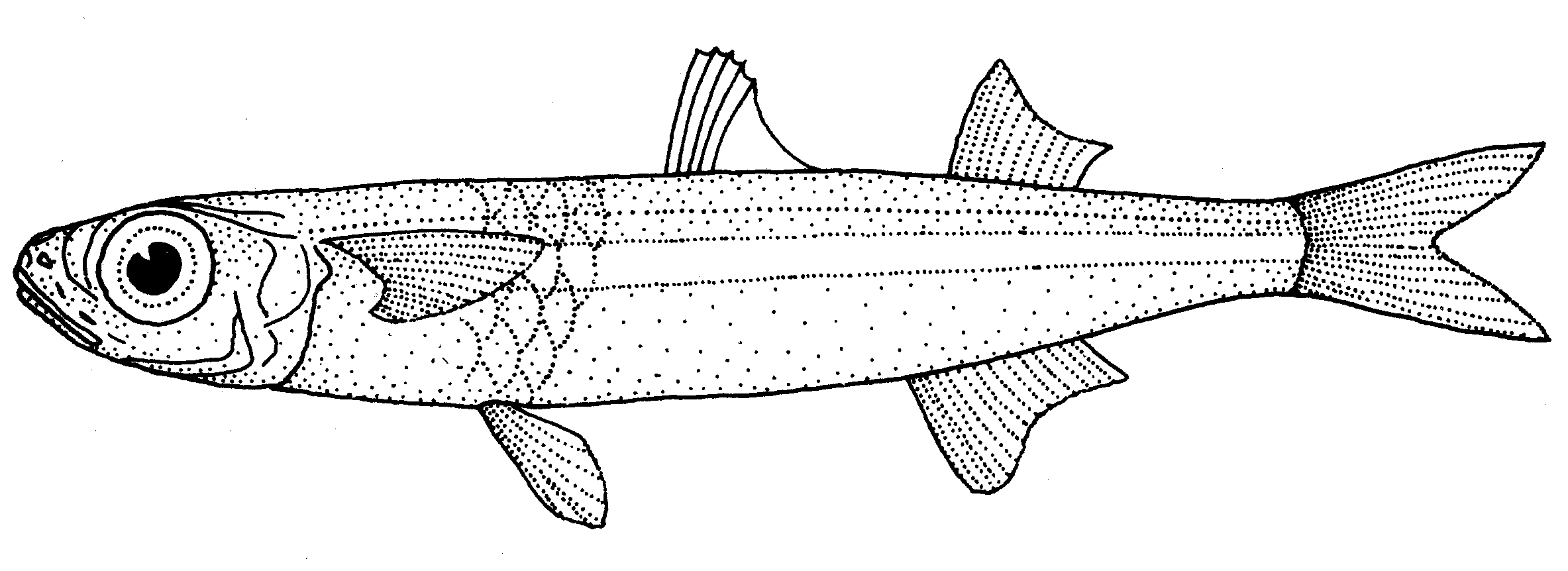
Atherinomorus lacunosus

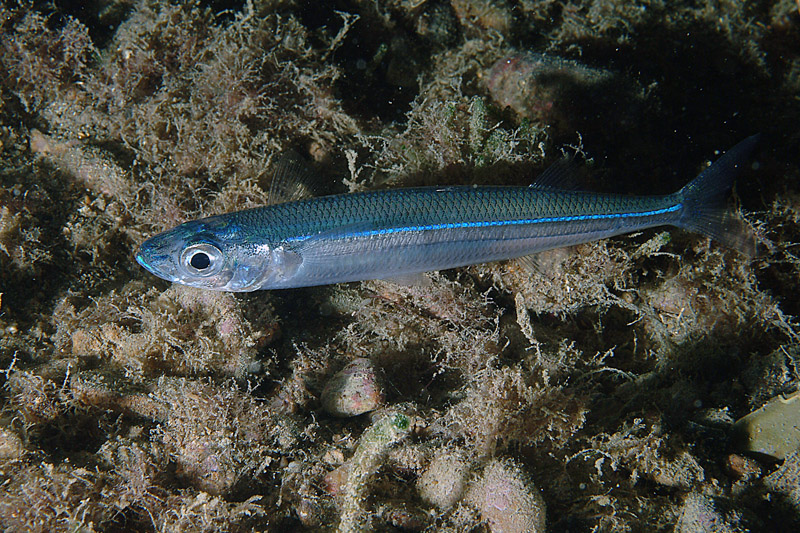
Atherina hepsetus

Gli Atherinidae sono una famiglia di pesci ossei appartenenti all'ordine Atheriniformes.

## Distribuzione e habitat
Questi pesci sono distribuiti in tutti i mari e gli oceani del mondo eccettuati quelli polari.
Nel mar Mediterraneo sono presenti 4 specie:
- Atherina boyeri
- Atherina hepsetus
- Atherina presbyter
- Atherinomorus lacunosus.

Nei mari italiani sono presenti solo le prime due, Atherinomorus lacunosus (sinonimo A. forskali) è una specie lessepsiana.
La maggior parte degli Atherinidae vive in acque marine costiere anche se circa 50 specie sono dulcacquicole e molte altre sono più o meno fortemente eurialine e possono vivere in tutti e due gli ambienti (ad esempio il comune lattarino Atherina boyeri).

## Descrizione
In genere la taglia di questi pesciolini è minuta e misura meno di 10 cm sebbene qualche specie possa raggiungere i 25 cm. Hanno corpo slanciato con bocca terminale. Sono presenti due pinne dorsali separate da un ampio spazio, la prima è composta di raggi spinosi ma morbidi, la seconda ha un solo raggio spinoso seguito da raggi molli, stessa struttura della seconda dorsale ha la pinna anale. Le pinne pettorali sono inserite in alto, le pinne ventrali sono in posizione addominale. La pinna caudale è biloba. La linea laterale è assente. Le scaglie sono relativamente grandi. Lungo i fianchi è di solito presente una larga fascia argentea sotto la quale spesso corre una linea scura più stretta.

## Biologia
Sono gregari e spesso formano banchi imponenti. Costituiscono un importantissimo tassello della catena trofica in numerosi ecosistemi costieri, lagunari o lacustri.

### Alimentazione
Hanno alimentazione planctofaga.

## Pesca
A dispetto delle loro dimensioni minute molte specie hanno una notevole importanza per la pesca professionale.

## Tassonomia
- Sottofamiglia Atherininae
  - Atherina
  - Atherinason
  - Atherinosoma
  - Kestratherina
  - Leptatherina
- Sottofamiglia Atherinomorinae
  - Alepidomus
  - Atherinomorus
  - Hypoatherina
  - Stenatherina
  - Teramulus
- Sottofamiglia Bleheratherininae
  - Bleheratherina
- Sottofamiglia Craterocephalinae
  - Craterocephalus
  - Sashatherina[3]

Atherion è stato spostato negli anni 2020 alla famiglia monotipica Atherionidae.